# Gosaldo
Gosaldo – miejscowość i gmina we Włoszech, w regionie Wenecja Euganejska, w prowincji Belluno.
Według danych na styczeń 2009 gminę zamieszkiwały 762 osoby przy gęstości zaludnienia 15,6 os./1 km².